# 富士改良
- 日本の道路 > 一般国道 > 国道139号 > 富士改良

富士改良（ふじかいりょう）とは、静岡県富士市で計画されている国道139号バイパス整備事業である。
延長約1.6 kmと距離が短く“富士バイパス”や“富士新道”等それらしい事業名称は使われていないが、一部を除き殆どの区間で道路を新設する、れっきとしたバイパス道路である。

## 概要

### 道路諸元
- 起点 : 静岡県富士市鮫島（江川交差点）
- 終点 : 静岡県富士市青島（青島交差点）
- 全長 : L=約1.6 km
- 規格 : 第4種第1級
- 標準道路幅員 : W=26.0 m
- 車線数 : 4車線
- 車線幅員 : W=3.5 m
- 設計速度 : V=60 km/h

### 概説
国道139号は静岡県東部を南北に貫いて山梨県・東京都に至る幹線国道であり、なかでも静岡県区間では富士市・富士宮市両市街地のほか、重要港湾である田子の浦港、東名高速道路富士ICや新東名高速道路新富士IC、富士山西麓に広がる朝霧高原などを相互に結び、産業・交通・観光を支える岳南都市圏の基幹道路として機能している。
とりわけ富士市においては、静岡県で清水港に次ぐ県内第2位の貨物量を誇る田子の浦港と日本の大動脈である国道1号（東海道）や東名・新東名高速道路とを結んでおり大型車が頻繁に行き交うにも拘らず、旧国道1号を国道139号として転用している事もあり、路線指定が複雑になっていて市内に交差点のクランク個所が3カ所（今井交差点・青島交差点・富士I.C）存在するほか、市内を東西に結ぶ国道1号が一部立体化されている関係で国道139号から同道路にアクセスするには富士東ICや宮島東交差点まで迂回する必要があるなどの現状があり、市内で交通渋滞を引き起こす一因となっていた。
こうした状況を解消し、隣接する国道139号西富士道路や国道1号富士由比バイパス（いずれも供用済）と一体的に地域の渋滞解消と安全確保のために計画されたのが、富士改良事業である。
当該道路は、国道1号と平面交差する江川交差点から北進してJR東海道新幹線をアンダーパスし、続けてJR東海道線および一級河川潤井川をオーバーパスしたのちに青島交差点で国道139号現道に直線的に接続するルートとなっている。これにより、並行する都市計画道路田子浦伝法線や国道139号現道区間と岳南電車岳南線とが交わる新国道踏切の慢性的な混雑の解消が見込まれており、現在は権限代行の国直轄事業として整備が進められている。

## 沿革
当該事業は1992年度に都市計画が決定され、一般国道の2次改築事業として1993年度に事業化された。1995年度より用地着手し2006年度に着工している。
起点側では2008年12月には江川交差点から都市計画道路前田宮下線（臨港道路）までの0.1 kmが開通した。
また終点側においては、青島交差点から都市計画道路田子浦港富士インター線と交差する救急センター前交差点までの区間で現道を活用することとし、救急センター前交差点より南側では2013年度までに主要土木構造物である全長1,390 mの潤井川橋の下部工事が概ね完了、2016年3月21日には現道区間と潤井川橋を含めた青島交差点から都市計画道路津田蓼原線までの0.7 kmが供用された。
一方、前田宮下線から津田蓼原線までの中間部0.8 kmについては、一部地権者との用地取得に関する交渉が難航し、2013年度末時点の事業全体の用地取得率も82%となっている
。現在は土地収用法の活用も視野に入れた諸策を検討をしているが、未取得の土地の一部が橋梁部分に重なる事から法定手続開始から用地の明け渡し・着工までには相当年数かかる事が予測され、国土交通省の『平成26年度 事業再評価資料』でも“概ね10年程度での開通を目指す”と記すに留めている。

## 通過市町村
- 静岡県
  - 富士市